# Acanthonevra pteropleuralis
Acanthonevra pteropleuralis är en tvåvingeart som först beskrevs av Friedrich Georg Hendel 1927.  Acanthonevra pteropleuralis ingår i släktet Acanthonevra och familjen borrflugor. Inga underarter finns listade i Catalogue of Life.